# Ben Cayenne
Ben Cayenne, właśc. Benedict Hutchinson Cayenne (ur. 22 marca 1944 w Barrackpore, zm. 1 listopada 2014 w Filadelfii) – trynidadzko-tobagijski lekkoatleta, średniodystansowiec i  sprinter.
Specjalizował się w biegu na 800 metrów, ale odnosił sukcesy również w sztafecie 4 × 400 metrów. 
Zdobył srebrny medal w sztafecie 4 × 400 metrów (razem z nim biegli: Edwin Skinner, Edwin Roberts i Lennox Yearwood) i brązowy medal w biegu na 800 metrów na igrzyskach Ameryki Środkowej i Karaibów w 1966 w San Juan. Odpadł w półfinale biegu na 880 jardów na igrzyskach Imperium Brytyjskiego i Wspólnoty Brytyjskiej w 1966 w Kingston. Na igrzyskach panamerykańskich w 1967 w Winnipeg zajął 6. miejsce w sztafecie 4 × 400 metrów i odpadł w eliminacjach biegu na 400 metrów
.
Zajął 6. miejsce w sztafecie 4 × 400 metrów (która biegła w składzie: George Simon, Euric Bobb, Cayenne i Roberts)  oraz 8. miejsce w finale biegu na 800 metrów na igrzyskach olimpijskich w 1968 w Meksyku.
Zdobył srebrne medale w biegu na 800 metrów (przegrywając jedynie z Robertem Ouko z Kenii, a wyprzedzając Kanadyjczyka Williama Smarta) oraz w sztafecie 4 × 400 metrów (w składzie: Cayenne, Roberts, Kent Bernard i Melville Wong Shing) na igrzyskach Brytyjskiej Wspólnoty Narodów w 1970 w Edynburgu. Zdobył brązowy medal w sztafecie 4 × 400 metrów (w składzie: Bernard, Trevor James, Cayenne i Roberts) na igrzyskach panamerykańskich w 1971 w Cali, a w biegu na 800 metrów zajął 7. miejsce.